# Harold M. Agnew

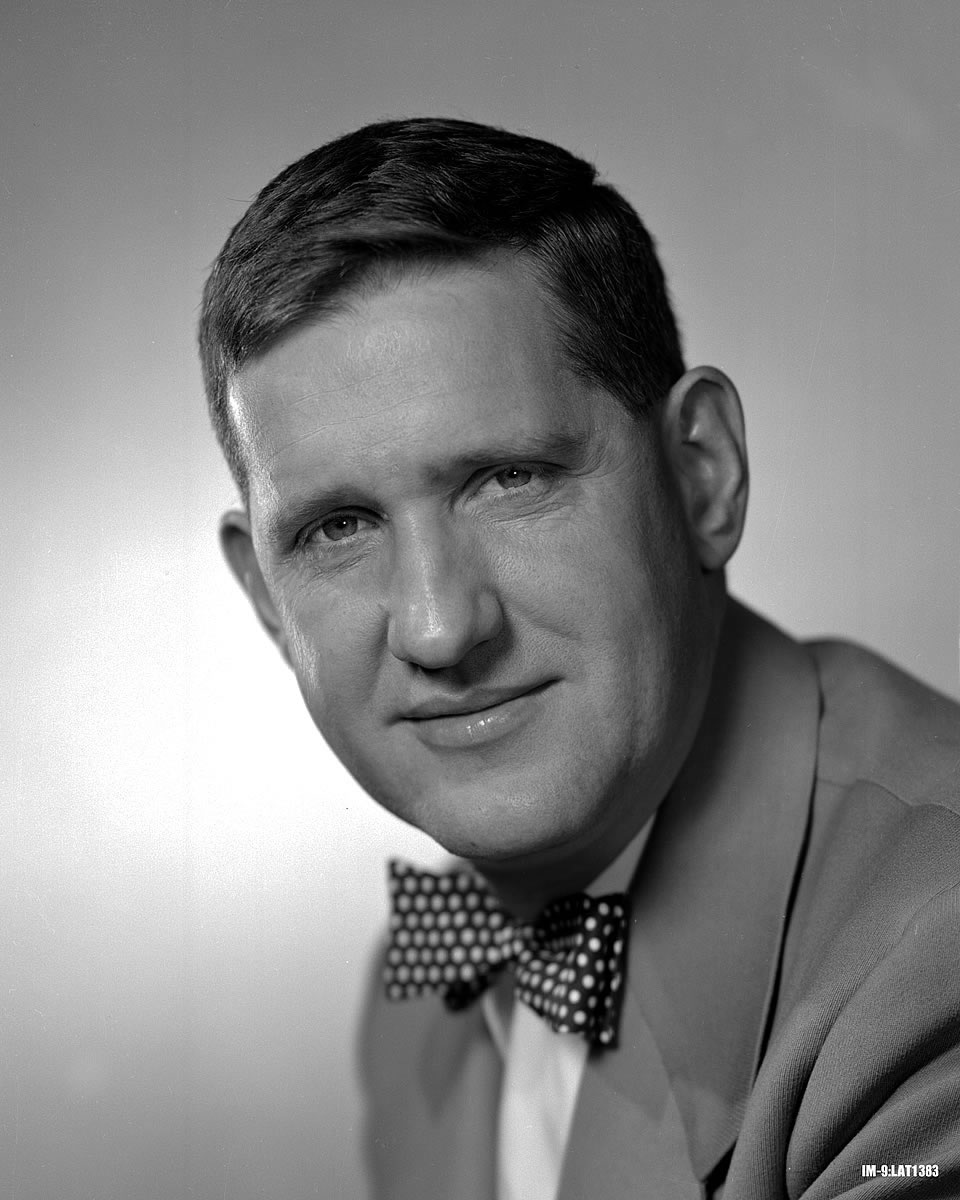
Harold Agnew (1955)

Harold Melvin Agnew (* 28. März 1921 in Denver, Colorado; † 29. September 2013 in Solana Beach, Kalifornien) war ein US-amerikanischer Physiker, der in den 1970er Jahren Direktor des Los Alamos National Laboratory war.

## Leben
Agnew studierte zunächst Chemie an der University of Denver und arbeitete danach als Student unter Enrico Fermi 1942 am Bau des ersten Kernreaktors in Chicago, wobei er sich auch eine Verstrahlung zuzog. Ab März 1943 war er im Manhattan Project in Los Alamos, wo er Wirkungsquerschnitte von Neutronen maß. Agnew war Teil des Wissenschaftler-Teams, das den Abwurf der Hiroshima-Bombe begleitete – er führte auf einem Begleitbomber der Enola Gay über Hiroshima Druck-Messungen während der Explosion aus. Er setzte danach zunächst sein Studium bei Enrico Fermi an der University of Chicago fort, promovierte dort 1949 und kehrte dann nach Los Alamos zurück, um an der Kernwaffenentwicklung weiterzuarbeiten, insbesondere an der Entwicklung von Wasserstoffbomben. Berichte von Agnew in den 1950er Jahren über die Sicherheit der in Europa stationierten Kernwaffen führten dazu, dass Präsident John F. Kennedy 1961 Codes (Permissive Action Links, PAL) an den Bomben einführte. Von 1964 bis 1970 war er Leiter der Weapon Nuclear Engineering Division und 1970 bis 1979 war er Direktor des Los Alamos Laboratoriums, das während seiner Zeit zu unterirdischen Tests überging. 1978 opponierte er erfolgreich gegen einen unter Präsident Carter geplanten völligen Stopp von Kernwaffentests. Nach Ende des Kalten Kriegs in den 1990er Jahren setzte er sich für Zusammenarbeit mit Russland in der Sicherung von Kernwaffenmaterial und für gemeinsame Abrüstung ein.
Er war auch wissenschaftlicher Berater in der US-amerikanischen Arms Control and Disarmament Agency und 1961 bis 1964 bei der NATO (Supreme Allied Commander) in Europa. 1979 bis 1985 war er Präsident von General Atomics, das er in schwierigen Zeiten für die zivile Kernenergieindustrie führte. Er trat sein Amt kurz vor dem Three-Mile-Island-Unfall an.
1955 bis 1961 war er im Senat von New Mexico.
1966 erhielt er den Ernest Orlando Lawrence Award und 1978 den Enrico-Fermi-Preis. Er war Mitglied der National Academy of Sciences (1979), der American Association for the Advancement of Science und der National Academy of Engineering der USA. 1967 wurde er Fellow der American Physical Society.